# Heterocithara mediocris
Heterocithara mediocris é uma espécie de gastrópode do gênero Heterocithara, pertencente à família Mangeliidae.